# Satish Kumar
Pour les articles homonymes, voir Kumar.
Satish Kumar (né le 9 août 1936 en Inde) est un activiste, un éditeur et un promoteur de la simplicité volontaire indien. Il a été moine jaïn, militant du désarmement nucléaire et pacifiste,. Il vit en Angleterre où il a fondé un centre de formation international en écologie et une école. Il est rédacteur en chef du magazine Resurgence & Ecologist.
Son action la plus connue est une marche reliant en 1962 les capitales de quatre pays ayant l'arme nucléaire : les États-Unis, le Royaume-Uni, la France et l'Union soviétique. Il insiste sur le respect de la nature, qui doit être au cœur de tout débat politique et social. Quand on l'accuse d'avoir des objectifs irréalistes, il répond :

« Voyez ce que les réalistes ont fait pour nous. Ils nous ont mené à la guerre et au changement climatique, à une dimension inimaginable de pauvreté, à une destruction globale de l'environnement. La moitié de l'humanité se couche affamée à cause de tous les chefs d'État réalistes du monde. Je dis aux gens qui me traitent d'« irréaliste » de me montrer ce que leur réalisme a fait. Le concept de réalisme est dépassé et exagéré. »

## Enfance et jeunesse
Kumar est né à Sri Dungargarh, dans le Rajasthan en Inde. Son père était un homme d'affaires et sa mère tenait la ferme, labourait, fabriquait le beurre (ce qui est inhabituel chez les jaïns) ; il affirme que sa spiritualité « vient de ma mère, mon premier maître ». Il a quitté sa famille à l'âge de 9 ans et est devenu un moine jaïn.
À 18 ans, après avoir lu Gandhi, il comprend être baigné de spiritualité, mais « hors du monde ». Il s'écarte alors de la communauté jaïne pour suivre Vinoba Bhave, un disciple de Gandhi et de ses idées de non-violence et de réforme agraire.

## Marche pour la paix
Inspirés par la désobéissance civile de Bertrand Russell contre la bombe atomique, Kumar et son ami E. P. Menon ont décidé en 1962 d'entreprendre une marche pour la paix depuis l'Inde, reliant quatre capitales du monde nucléaire : Moscou, Paris, Londres et Washington (un voyage de plus de 8 000 km). Ils ont nommé leur périple « Pèlerinage pour la paix. »
Vinoba Bhave donna aux jeunes hommes deux « présents » : aller partout sans argent, et manger végétarien. Ils ont d'abord traversé le Pakistan, où ils ont ressenti une grande amabilité de la part d'un pays avec une histoire très conflictuelle avec l'Inde. Ils ont continué par le col de Khyber en Afghanistan, puis en Iran, Arménie, Géorgie, à travers les montagnes du Caucase. Ils ont voyagé à pied et sans argent. Satish Kumar et son compagnon se sont arrêtés chez toute personne leur offrant abri et repas.
Sur le chemin de Moscou, ils ont rencontré deux femmes devant une usine de thé. Après avoir entendu ce qu'ils faisaient, une des femmes leur a donné quatre paquets de thé, à remettre à chacun des dirigeants des quatre puissances nucléaires avec ce message : « lorsque vous penserez que vous devez appuyer sur le bouton, arrêtez-vous pendant une minute et prenez une bonne tasse de thé ». Ce présent a ajouté du sens et un objectif à la marche. Ils ont finalement remis la « paix du thé » aux dirigeants des quatre puissances nucléaires. Leur périple est raconté dans le livre de Satish Kumar Path without Destination (Un chemin sans but).

## Carrière professionnelle

### Essayiste
Satish Kumar a écrit une dizaine de livres. Au moins cinq livres différents ont été édités en Grande-Bretagne, au Japon, en Espagne et en France ; d'autres sont parus aux États-Unis, aux Pays-Bas, en Allemagne et en Inde. Ils ont été traduits dans de nombreuses langues, dont le français.

### Pédagogue
En Angleterre, à Hartland dans le Devon, il crée en 1982 The Small School (en), une école mixte pour enfants de 11 à 16 ans. Son propre fils était parmi les premiers élèves. Cette école est connue pour ses élèves qui cultivent leurs légumes, les cuisinent puis servent leurs propres repas.
À Totnes dans le Devon, il fonde en 1990 le Schumacher College, un centre de formation international en écologie holistique et pratiques de vie durable. Ce centre est aussi un lieu de recherche et d'expérimentation, qui reçoit des activistes du monde entier autour de sujets de transition économique, écologique et de spiritualité. C'est dans cette même ville de Totnes qu’a démarré le mouvement des villes en transition.

### Éditeur
Satish Kumar est rédacteur en chef du magazine alternatif Resurgence & Ecologist, fusion en 2012 de Resurgence (décrit comme le porte-drapeau artistique et spirituel du mouvement vert) avec la revue The Ecologist. Il a également contribué à l'émission de la BBC Thought for the Day (La pensée du jour). Satish Kumar a réalisé le film Earth Pilgrim pour BBC2.

### We Are One
Kumar a contribué au livre We Are One, Nous sommes un : une célébration des populations autochtones en octobre 2009. Ce livre explore la culture des peuples à travers le monde, représentant à la fois sa diversité et les menaces auxquelles elle est confrontée. Il contient une collection de témoignages, des photographies, des essais d'auteurs internationaux : militants, hommes politiques, philosophes, poètes, artistes, journalistes, anthropologues, écologistes et photojournalistes. Les bénéfices de la vente de ce livre vont à l'organisation Survival International, qui défend les droits des peuples autochtones.

## Vie de famille
Satish Kumar s'est installé en Angleterre en 1973. Il vit une vie simple à Hartland (Devon), avec sa partenaire June Mitchell et leurs enfants.

## Publications
- (en) Satish Kumar, We walked that war may die : an account of the Delhi-Moscow-Washington peace walk, Varanasi, Sarva Seva Sangh Prakashan, 1964, 27 p.

- (en) Satish Kumar, Non-violence or non-existence : Satish Kumar introduces the Gandhian ideology of non-violent society, Londres, Christian Action Publications Ltd., 1969, 62 p. (ISBN 0-901500-03-8)

- (en) Satish Kumar, No Destination : Autobiography of a Pilgrim, Green Books, 2014 (2004) (1978), 344 p. (ISBN 978-0-85784-261-9)

- (en) Satish Kumar, You Are, Therefore I Am : A Declaration of Dependence, Green Books, 2002, 191 p. (ISBN 978-1-903998-18-2)
  - Satish Kumar, Frédéric Lenoir (préfacier) et Karine Reignier (traductrice) (trad. de l'anglais), Tu es donc je suis : Une déclaration de dépendance, Paris, Belfond, coll. « Esprit d'ouverture », 2015 (2010), 360 p. (ISBN 978-2-7144-7091-1)

- (en) Images of Earth and Spirit : A Resurgence anthology, édité par John Lane et Satish Kumar (2003), Green Books,  (ISBN 978-1903998298)

- (en) Vinoba Bhave et Satish Kumar, The Intimate and the Ultimate, Green Books, 2004 (ISBN 978-1-903998-39-7)

- (en) Satish Kumar, The Buddha and the Terrorist : The Story of Angulimala, Algonquin Books, 2006, 113 p. (ISBN 978-1-56512-520-9)
  - Satish Kumar et Béryl Chanteux (traductrice) (trad. de l'anglais), Le Bouddha et le terroriste, Paris, A. Carrière, 2015, 114 p. (ISBN 978-2-84337-463-0)

- Christian Delorme, Kamla Chowdhry, Satish Kumar, Ravindra Varma et al., Gandhi aujourd'hui, St-Julien-en-Genevois et Genève, Jouvence, coll. « Les Forums Terre du Ciel », 2007, 158 p. (ISBN 978-2-88353-586-2)

- (en) Satish Kumar, Spiritual Compass : The Three Qualities of Life, Green Books/Finch Publishing, 2008, 143 p. (ISBN 978-1-876451-94-3)

- (en) Satish Kumar, Earth Pilgrim : in conversation with Echann Deravy and Maya Kumar Mitchell, Totnes, Green Books, 2009, 136 p. (ISBN 978-1-900322-57-7)

- (en) Satish Kumar, Soul, Soil, Society : a new trinity for our time, Leaping Hare Press, 2013, 176 p. (ISBN 978-1-78240-044-8)

- Satish Kumar, Pour une écologie spirituelle : La Terre, l'Âme, la Société, une nouvelle trinité pour notre temps, Belfond, 2018 (ISBN 978-2-7144-7569-5 et 2-7144-7569-8)

## Récompenses
Satish Kumar a reçu le prix Jamnalal Bajaj.

### Biographie
- Jacques Berset, « « Nous devons être le changement »  : Pour sauver la planète, l’écologiste Satish Kumar encourage chacun à faire sa «transition personnelle» », Le Courrier,‎ 2 mars 2018, p. 18Dans le cadre de la « Campagne œcuménique 2018 » des organisations suisses Pain pour le prochain et Action de Carême (Tizaina Conti, « Intervenants à l’événement du 22 février à Berne : Campagne œcuménique 2018 », sur voir-et-agir.ch, Action de Carême (consulté le 4 mars 2018))..

### Filmographie
- Le documentaire télévisé du biologiste Richard Dawkins The Enemies of Reason, diffusé pour la première fois sur Channel 4 en Grande-Bretagne en 2007, contient une interview de Satish Kumar.
- Satish Kumar fait l’objet du chapitre « Vers la sobriété heureuse » du film  [vidéo] « En quête de sens », 2015, Kamea Meah (consulté le 4 mars 2018) (durée=2 min 07 s).